# Laloșu
Laloșu est une commune roumaine située dans le județ de Vâlcea.